# Relations entre Aruba et l'Union européenne
Les relations entre Aruba et l'Union européenne reposent sur le fait qu'Aruba est un pays et territoire d'outre-mer de l'Union européenne (c'est-à-dire, un territoire d'un État membre situé hors de l'Union européenne).

## Aide au développement
Du 1er au 9e Fonds européen de développement, Aruba s'est vu octroyer 10,9 millions d'euros pour financer deux projets (un musée national et un parc national). Aruba s'est vu octroyer 8,88 millions d'euros au titre du 10e FED.

## Exceptions aux politiques communautaires
| États membres et territoires | Dans l'Union ? | Application du droit de l’Union | Exécutoire devant les tribunaux | Euratom                 | Citoyenneté de l'Union | Élections du Parlement | Espace Schengen | Espace TVA | Territoire douanier de l’Union | Marché commun européen | Zone euro |
| ---------------------------- | -------------- | ------------------------------- | ------------------------------- | ----------------------- | ---------------------- | ---------------------- | --------------- | ---------- | ------------------------------ | ---------------------- | --------- |
| Aruba                        | Non            | Application minimale (PTOM)     | Non                             | Application incertaine, | Oui                    | Oui                    | Non             | Non        | Non                            | Application partielle  | Non (AWG) |